# Parlementspaleis
Het Parlementspaleis (Roemeens: Palatul Parlamentului), voorheen Huis van het volk (Casa Poporului), is een gebouw in de Roemeense hoofdstad Boekarest en met een oppervlakte van 365.000 m² het grootste gebouw van Europa. Na het Pentagon en mogelijk het Potala is het waarschijnlijk het grootste gebouw ter wereld. Het gebouw is 270 bij 245 meter, 84 meter hoog en 16 meter diep en heeft 12 verdiepingen en 8 ondergrondse niveaus. Binnen bevinden zich 2000 zalen en kamers. Sinds 1994 zetelt het parlement van Roemenië in dit gebouw en wordt het deels verhuurd voor congressen.

## De bouw
Het paleis is gebouwd op een heuvel in opdracht van de Roemeense president Nicolae Ceaușescu. Het werd ontworpen door de Roemeense architecte Anca Petrescu. De bouw begon in 1984. Hiervoor waren twee aanleidingen; in 1977 werd een deel van het centrum van Boekarest getroffen door een aardbeving en Ceaușescu wilde een paleis bouwen om bevriende staatshoofden te kunnen ontvangen. Voor de bouw van het paleis en de bijbehorende Boulevard van de Eenheid (Boulevard Unirii) werden een complete woonwijk, een stadion, kunsthistorische kerken, kloosters en synagogen afgebroken. De kloosterkerk Mihai Vodă werd 100 meter verplaatst.
Het gebouw is, op een massief houten poort na, geheel van Roemeens bouwmateriaal gemaakt. Tijdens de bouw was nagenoeg de gehele Roemeense economie in dienst ervan. De complete productie van marmer in Roemenië was bestemd voor het paleis. De reden hiervan is dat Ceaușescu een tegenhanger van het Kasteel Peleș in Sinaia wilde maken. Dit paleis werd tussen 1875 en 1883 door de eerste Roemeense koning Carol I geheel met Roemeense materialen gebouwd.

## De naam
Het gebouw heeft een aantal namen (gehad) in de loop van de, redelijke korte, geschiedenis:
- Casa Republicii (Huis van de republiek), de originele naam
- Casa Poporului (Huis van het volk), eerste nieuwe naam
- Palatul Parlamentului (Parlementspaleis), tweede nieuwe naam
- Palatul Poporului (Paleis van het volk), een naam die Roemenen zelf gebruiken